# コマガタケスグリ
コマガタケスグリ（駒ケ岳酸塊、学名：Ribes japonicum）はスグリ科スグリ属の落葉低木。

## 特徴
樹高は1.5mになり、幹がまばらに分枝する。枝の中央に髄ができ、古くなると枝は中空になる。若い枝には軟毛が散生し、樹皮は暗紫褐色になる。葉はふつう前年枝の先端や上方の葉腋から出る。葉柄は長さ5-15cmになり、軟毛が生え、基部に長い羽状毛が生える。葉身は長さ、幅とも7-15cmになり、腎円形で掌状に5中裂し、縁は粗い重鋸歯になり、先端はとがる。裏面には黄色の腺点がある。
花期は5-7月。葉の展開と同時に、長さ10-20cmになる総状花序を前年枝の葉腋から多数だし、垂れ下がる。花は両性。萼は5裂し、直径1cmになり、色ははじめ黄緑色から赤紫色になり、5個の萼片が花弁にみえる。花弁は5個で白色、萼片より小さく長さは1.5-2mmになる。雄蘂は5個。花柱は2裂する。果実は直径8mmの液果となり、7-8月に赤黒色に熟し食用となる。

## 分布と生育環境
日本固有種で、北海道、本州中部地方以北、四国に分布し、山地帯から亜高山帯にかけた、針葉樹林内の渓流沿いや林縁などに生育する。
和名の由来は、木曽駒ヶ岳で発見されたことによる。

## ギャラリー
- 花序
- 葉